# Årstiderna (sång)
Årstiderna, med inledningsorden Om våren, om våren, är en sång av Alice Tegnér, publicerad i Sjung med oss, mamma! del 4 1897. Var och en av de fyra stroferna representerar de fyra årstiderna i ordningen: vår, sommar, höst och vinter. Årstidsvisor har från slutet av 1800-talet varit vanligt i barnsångböcker. Vid utgivningen 1943 av sångboken Nu ska vi sjunga var Årstiderna den första sången i boken.

## Tryckta utgåvor (i urval)
- Sjunga med oss, Mamma! 4, 1897
- Nu ska vi sjunga, 1943, under rubriken "Årstiderna".

## Inspelningar
En tidig inspelning gjordes i Stockholm i januari 1929 av Märta Ekström, med Otto Nordlund på piano, och gavs ut på skiva i september samma år. Sången finns också insjungen på skiva av Ingela "Pling" Forsman från 1975 på ett skivalbum med sånger ur "Nu ska vi sjunga".